# Bicicleta (revista)
Bicicleta fue una revista política española con información y comunicaciones de carácter anarquista. Apareció el 1 de noviembre de 1977 en Madrid por iniciativa de Chema Elizalde y la editorial Campo Abierto, anunciando con un boletín precedente sus orientaciones ecologistas y anarcosindicalistas. De hecho, «Bicicleta» era el acrónimo de Boletín Informativo del Colectivo Internacionalista de Comunicaciones Libertarias y Ecológicas de Trabajadores Anarcosindicalistas, aunque habitualmente utilizara la denominación de Revista de comunicaciones libertarias. 
Desde finales de 1978 hasta comienzos de 1982 se trasladó a Valencia, cuyo colectivo editor consiguió una rigurosa periodicidad mensual; y finalmente a Barcelona, donde dejó de editarse a mediados de los años 1980. Fue una referencia por encima de las profundas diferencias existentes entre las diversas facciones del movimiento libertario español.